# كارل ديفيس
كارل ديفيس (بالإنجليزية: Carl Davis) (16 نوفمبر 1973 بشيكاغو في الولايات المتحدة - ) هو ملاكم أمريكي.

## إحصائيات
خاض خلال مسيرته 23 نزالا، فاز في 17 وخسر في 7. فاز بالضربة القاضية في 13 نزالا.

## روابط خارجية
- كارل ديفيس على موقع بوكس ريك (الإنجليزية) (registration required)